# Ernst Bleyer
Ernst Bleyer (* 19. August 1885 in Elbing; † 1. August 1977 in Gießen) war ein deutscher Bankier.

## Leben
Ernst Bleyer, der Sohn des Chirurgen Dr. med. Ernst Bleyer senior sowie dessen Ehefrau Elise geborene Contag, legte sein Abitur am Königlichen Gymnasium zu Elbing ab. Anschließend absolvierte Bleyer in seiner Geburtsstadt eine Ausbildung zum Bankkaufmann bei der Norddeutschen Creditanstalt. Danach übersiedelte er nach Mannheim, dort übernahm er eine Stelle als Bankbeamter bei der Süddeutschen Disconto-Gesellschaft, 1919 erfolgte seine Beförderung zum Stellvertretenden Direktor, eine Position, die er bis 1928 innehielt.
Im Anschluss wurde Ernst Bleyer zum Direktor der Commerzbank AG - Gießen, vorher zur Mitteldeutschen Creditbank gehörend, gewählt, ein Amt, welches er bis zu seiner Verabschiedung in den Ruhestand bekleidete. Darüber hinaus fungierte er von 1945 bis 1953 als Vize-, anschließend bis 1959 als Präsident der IHK Gießen sowie von 1942 bis 1963 als Schatzmeister der Gießener Hochschulgesellschaft.
Bleyer, Mitglied der Rotarier, wurde mit den Ehrenmitgliedschaften der IHK Gießen sowie der Gießener Hochschulgesellschaft, mit dem Bundesverdienstkreuz I. Klasse sowie 1951 mit der Ehrensenatorschaft der Justus-Liebig-Universität Gießen ausgezeichnet.
Ernst Bleyer heiratete 1915 Margarete geborene Contag, mit der er ein Kind hatte. Er verstarb 1977 knapp vor Vollendung seines 92. Lebensjahres in Gießen.